# عزلة مسور (ريمة)

تعديل مصدري - تعديل

عزلة مسور هي إحدى عزل مديرية مزهر في محافظة ريمة اليمنية ويبلغ تعداد سكانها 16416 نسمة حسب التعداد السكاني في اليمن لعام 2004.